# Neagolius orinus
Neagolius orinus är en skalbaggsart som beskrevs av Koshantschikov 1912. Neagolius orinus ingår i släktet Neagolius och familjen Aphodiidae. Inga underarter finns listade i Catalogue of Life.